# Quartet de corda núm. 7 (Mozart)
El Quartet de corda núm. 7 en mi bemoll major, K. 160 (159a), és una composició de Wolfgang Amadeus Mozart escrita a començaments de 1773, a Milà (Itàlia), durant el tercer viatge de Mozart a Itàlia. Es tracta del primer d'una sèrie de sis quartets, coneguts com a Quartets milanesos, ja que van ser compostos a Milà, mentre Mozart estava treballant en la seva òpera Lucio Silla que s'havia d'estrenar al Teatro Regio Ducal.
Consta de tres moviments:
1. Allegro
2. Un poco adagio
3. Presto